# Carlo III Tocco
Carlo III Tocco (1464-1518) fue el déspota titular de Epiro y conde palatino titular de Cefalonia y Zacinto desde la muerte de su padre Leonardo III Tocco hacia 1503 hasta su propia muerte en 1518. Vivió en Roma, donde recibió pensiones tanto del papado como del Reino de Nápoles. De adulto, trabajó como oficial militar, sirviendo tanto al papado como a Maximiliano I de Habsburgo, emperador del Sacro Imperio Romano Germánico.
Carlo estaba profundamente amargado por la pérdida de las tierras de su familia en Grecia. Se casó con Andrónica Arianiti, hija de Constantino Arianiti, otro reclamante de tierras en Grecia, y se presentó no solo como el jefe de la antigua familia de déspota de Epiro, sino también como el heredero de la dinastía serbia Branković y la dinastía imperial bizantina Paleólogo (aunque no se reclamaron títulos). Sus aspiraciones bizantinas no solo fueron inventadas e ilegítimas, dado que su madre, Milica Branković, era nieta de Tomás Paleólogo y la descendiente más antigua de Tomás en la línea femenina. 

## Biografía
Carlo III Tocco era el hijo mayor de Leonardo III Tocco, nacido en la isla de Léucade en 1464. Su madre era Milica Branković, hija de Lazar Branković, déspota de Serbia, y Helena Paleólogo, hija de Tomás Paleólogo, hermano menor del último emperador bizantino Constantino XI Paleólogo. Su padre fue el último déspota de Epiro, y perdió sus últimas tierras en Grecia en 1479 ante la conquista del Imperio otomano. Leonardo, su esposa Francesca Marzano (Milica murió en 1464), dos de sus hermanos y Carlo huyeron a Italia, donde fueron recibidos por Fernando I de Nápoles, el tío de la nueva esposa de su padre.
Aunque Fernando le concedió pensiones y feudos en Italia a Leonardo, no eran lo suficientemente prósperos para su manutención, de su séquito y de su familia, y también estaban lejos de la ayuda militar que había esperado para retomar sus tierras griegas. No pasó mucho tiempo antes de que se encontrara considerablemente endeudado y perdiera la mayoría de los feudos que había recibido. El 29 de febrero de 1480, Leonardo, sus hermanos y Carlo llegaron a Roma, en busca de dinero del papa Sixto IV. Recibió una pensión más generosa de dos mil piezas de oro en Roma, y alquiló una casa entre Botteghe Oscure y Via Pellicciaria. Después de su muerte en algún momento del pontificado del papa Alejandro VI (1492-1503), Carlo continuó viviendo en Roma y sirvió allí como capitán del Colegio Cardenalicio. Vivía en una casa en la Via di S. Marco y disfrutaba de las pensiones proporcionadas tanto por el papa como por el Reino de Nápoles. La generosidad de Nápoles no fue tan grande como podría haber sido, dado que Fernando I, quien le había prometido a Leonardo que trataría a Carlo como su propio hijo, había sido depuesto por Carlos VIII de Francia, quien a partir de entonces tomó el control del reino napolitano.
Carlo estaba profundamente amargado por el destino de las tierras de su familia en Grecia y estaba descontento por su pérdida de estatus y poder. En un documento de lamentos, se registra que Carlo se refirió al destino de su familia como una «calamidad y rechazo de la fortuna». En el mismo texto, se refirió a sí mismo como heredero y descendiente de los «déspotas de Romania y Arta» [y] las casas más serenas de Serbia, Comneno y Paleólogo, ambas casas imperiales de Constantinopla. La afirmación de Carlo y sus descendientes de que representaban no solo a la familia de los déspotas de Epiro, sino también a la dinastía real serbia y la imperial bizantina, no era ilegítimo dado que representaban a los herederos de Tomás Paleólogo en la línea femenina. Los últimos descendientes de Tomás Paleólogo completamente documentados y de línea masculina murieron a principios del siglo XVI, y Helena Paleólogo, la abuela de Carlo, era la hija mayor de Tomás. De las tres hijas de Helena, la madre de Carlo fue la mayor en tener hijos.
Después de la muerte de su padre, Carlo también luchó en los ejércitos de Maximiliano I de Habsburgo, emperador del Sacro Imperio Romano Germánico. Murió en su casa de Via S. Marco en 1518, durante el pontificado del papa León X (1513-1521). Se había casado con Andrónica Arianiti, hija de Constantino Arianiti, que se proclamó «príncipe titular de Macedonia» y «duque titular de Acaya». Las pretensiones de Carlo fueron continuadas por su único hijo, Leonardo IV Tocco, nacido en algún momento en la década de 1510.